# Playa Verde (Castromarín)
La Playa Verde es una playa marítima del municipio de Castromarín, Algarve, Portugal. Queda situada entre la playa de la Alagoa a poniente y la playa del Cabeço - Retur al este, y está abrigada por un pinar de abetos mansos de los muchos que fueron abatidos en la zona oeste para la construcción de habitaciones. Con agua cristalina y arena blanca, la playa Verde es una de las joyas del Algarve. 
Antiguamente existía un gran parque de campismo que duró hasta la década de 1990. Esta playa es vigilada por la delegación marítima, está señalizada, cuenta con el apoyo de nadadores-salvadores y puesto de primeros socorros durante la época balnear.
Como equipamientos y servicios de apoyo esta playa cuenta con restaurantes y bar y alquiler de toldos durante la época balnear. La calidad del agua es controlada mensualmente durante la época balnear.

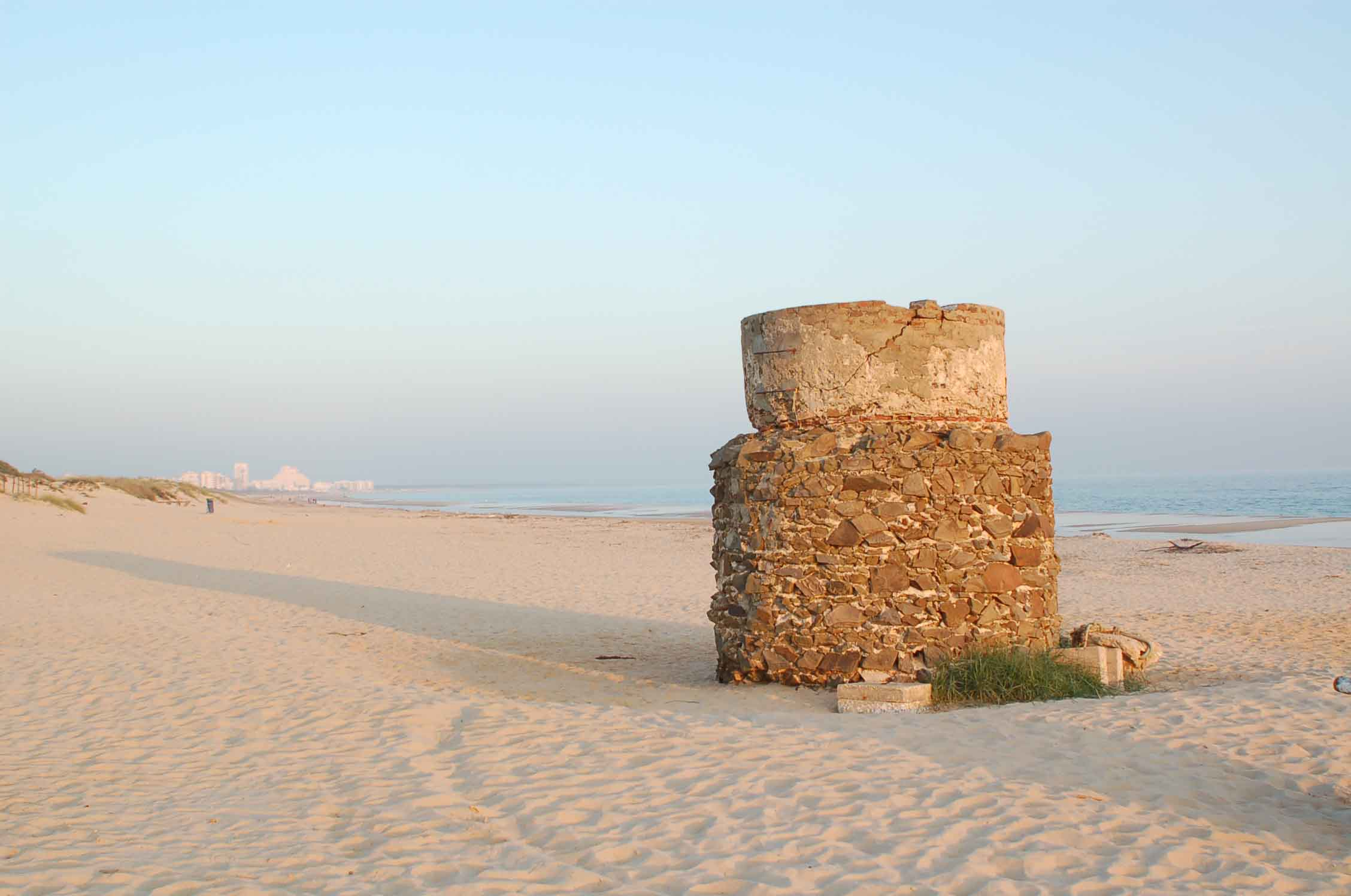
Pozo en la playa Verde

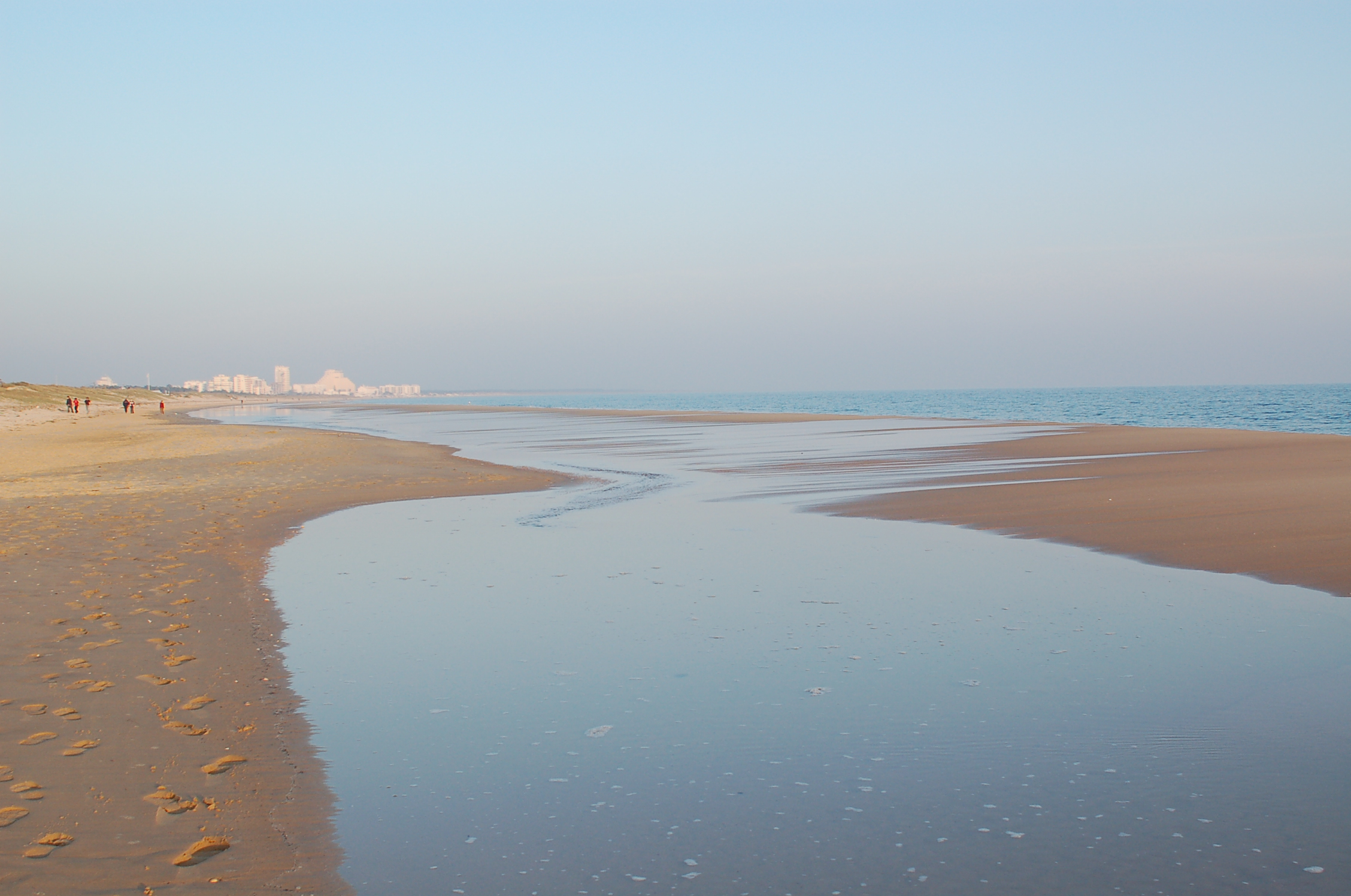
Playa Verde

Las construcciones existentes en el arenal de la Playa Verde son del siglo XX y no vestigios Romanos.
Esta "leyenda", de los Romanos ya existía hace 45 años, pero fueron estudiados los vestigios, y los mismos son substancialmente más recientes. Existía un poblado en el local donde se encuentra el pozo, y a mediados del siglo XX eran perfectamente visibles los "restos" de conjunto de habitaciones.
Dicen los "antiguos" que el mar se encontraba a cerca de una "carrera" de caballo de la población.
El mar subió y destruyó las casas y se "comió" la tierra que se encontraba junto al pozo. 